# Kościół Mariacki w Bergen auf Rügen
Kościół Mariacki w Bergen auf Rügen (niem. St.-Marien-Kirche (Bergen)) – kościół ewangelicko-augsburski, położony w centrum Bergen auf Rügen na Rugii.
Jest najstarszym zachowanym ceglanym kościołem Meklemburgii-Pomorza Przedniego i zarazem najstarszą sakralną budowlą na Rugii obok kościoła farnego w Altenkirchen. Godne uwagi są jego malowidła ścienne – jedyny na terenie północnych Niemiec przykład kompleksowego pomalowania całego wnętrza kościoła i zarazem jedyne na tym obszarze zachowane malowidła ścienne z XIII w.
Kościół Mariacki jest obecnie kościołem parafialnym ewangelickiej wspólnoty w Bergen auf Rügen liczącej ok. 2000 członków i należącej do okręgu kościelnego Pomorze Ewangelicko-Luterańskiego Kościoła Północnych Niemiec.

## Historia i architektura
Budowę kościoła zarządził ok. 1180 książę rugijski Jaromar I. Była to trzynawowa, pięcioprzęsłowa romańska bazylika z transeptem, zbudowana na fundamentach z kamienia polnego, pomyślana jako kościół książęcy. Jej budowniczowie wywodzili się z Danii, na co m.in. wskazują bazy i kapitele kolumn we wnętrzu.
Od 1193 kościół należał do benedyktynek z Roskilde.
W I poł. XIV w. został przebudowany na kościół halowy i przykryty sklepieniem. Od 1380 stał się świątynią parafialną.
W 1534 zawitała do Bergen auf Rügen reformacja; kościół stał się od tego czasu świątynią luterańską a klasztor przeszedł w posiadanie książąt pomorskich.
W latach 1896–1903 odrestaurowano malowidła ścienne.
4 maja 1945 Rugię bez walki zajęły oddziały Amii Czerwonej, dzięki czemu miasto i kościół uniknęły zniszczeń.
W 2004 kościół Mariacki został wpisany na listę Europejskiego Szlaku Gotyku Ceglanego.
W 2005 kościół Mariacki został objęty programem „National wertvolle Kulturdenkmäler” („Wartościowe pomniki kultury narodowej”).

## Wyposażenie

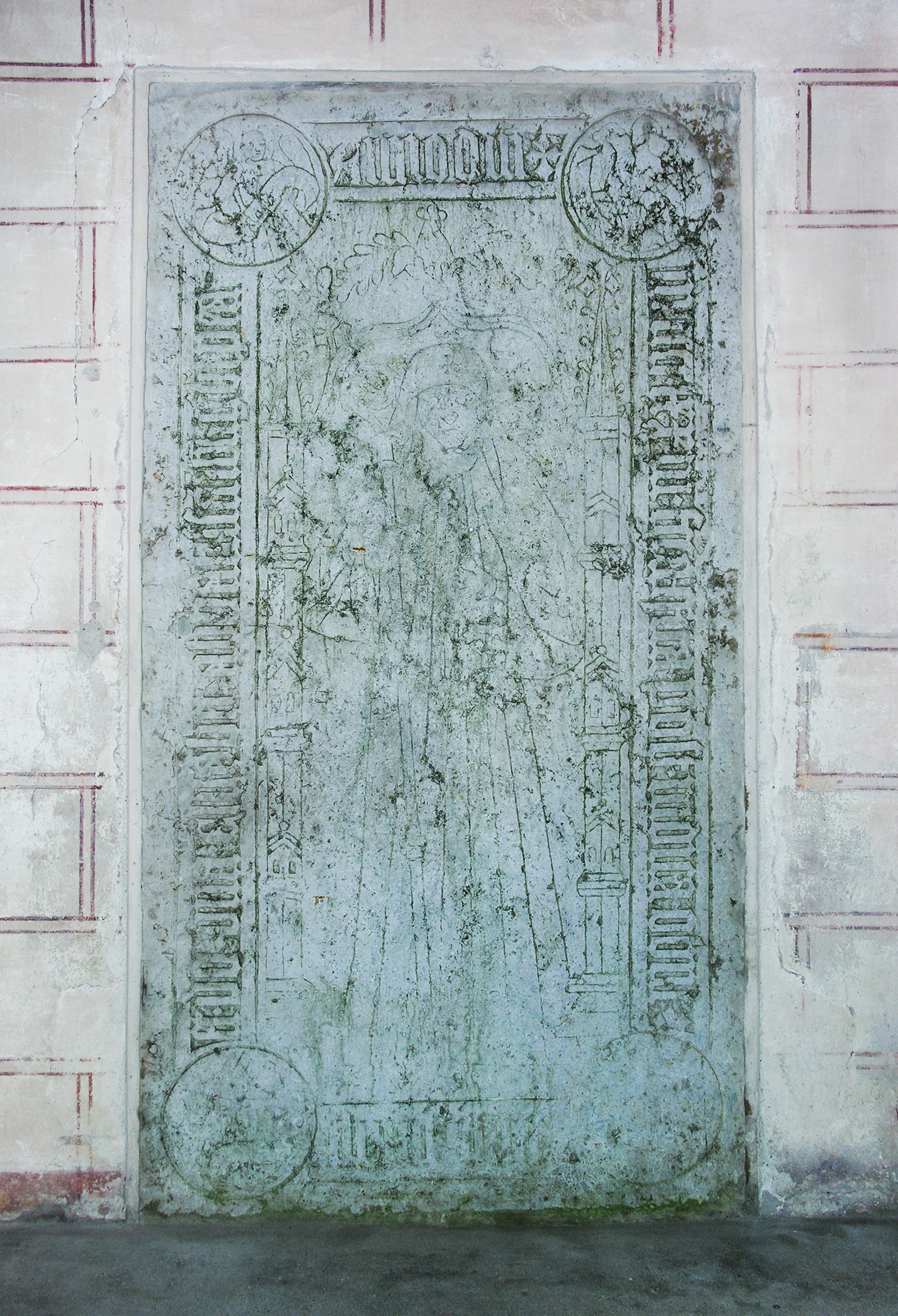
Płyta nagrobna Elżbiety wołogoskiej

Najcenniejszym elementem wyposażenia kościoła jest pochodzący z 1250 romański kielich pokryty w całości złotym filigranem oraz chrzcielnica z XIV w.
We wschodnią ścianę zachodniej kruchty tego kościoła, w lewej jej części wtórnie (prawdopodobnie w 1897) została wmurowana wapienna płyta nagrobna opatki Elżbiety, żyjącej w latach ok. 1420-1473, z dynastii Gryfitów, pochodząca z ok. 1473 r., która pierwotnie znajdowała się w prezbiterium kościoła. 
Z czasów baroku pochodzą: ołtarz z 1730, bogato dekorowana ambona, wykonana ok. 1775 przez J. Freese ze Stralsundu, konfesjonały i żyrandol.
W 1909 zbudowano w szczecińskiej firmie Barnima Grüneberga organy. Miały one dwa manuały, pedał, 27 głosów i 1728 piszczałek. Organy zostały przebudowane w 1945 przez firmę Schuke. Podczas restauracji w  2007 firma Christiana Schefflera z Sieversdorfu przywróciła organy do stanu z 1909.
Wielki dzwon kościelny został odlany po pożarze w 1445 i waży ok. 3 ton.

## Ciekawostki

### Zegar pokazujący 61 minut
Od czasów restauracji w 1985 tarcza zegarowa na północnej stronie wieży kościelnej ma 61 minut. “Dodatkowa” minuta powstała w wyniku błędu jednego z rzemieślników, który przez nieuwagę wywiercił dodatkowy otwór minutowy na obrzeżu tarczy zegarowej. Błąd zauważono dopiero później i w 1999 tarcza zegarowa stała się medialną sensacją

### Tajemnicza rzeźba w fasadzie zachodniej

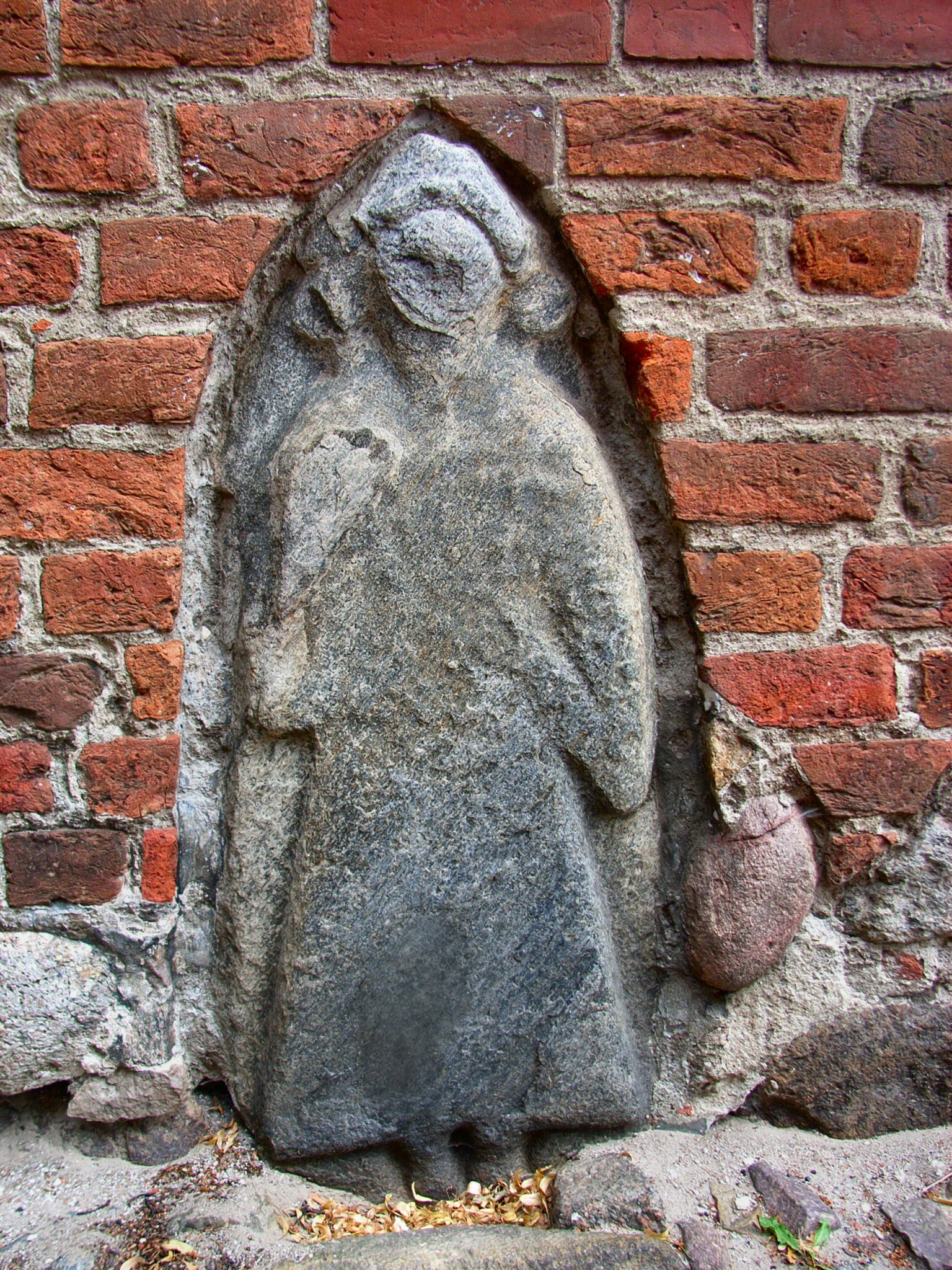
Kamienna rzeźba w fasadzie kościoła

W zachodniej fasadzie kościoła Mariackiego z lewej strony umieszczona jest w wykutej niszy tajemnicza rzeźba z granitu. Ma ona wymiary 1,17 × 0,42 m.
Wiek, pochodzenie i przesłanie tej rzeźby pozostają zagadkowe.  Przypuszcza się, że jest to kamienny nagrobek księcia rugijskiego Jaromira I (zm. ok. 1218) lub, podobnie jak w przypadku kościoła z Altenkirchen na półwyspie Wittow, kamień Świętowita – głównego bóstwa czczonego przez słowiańskich Ranów, zamieszkujących Rugię, względnie podobizna kapłana ze słowiańskiej świątyni Świętowita w Arkonie z ok. 1168.
Na słowiański, kultowy rodowód rzeźby zdaje się wskazywać układ rąk postaci podobny jak na Idolu zbruczańskim i babach pruskich. Postać trzyma w ręce krzyż, najprawdopodobniej przekuty ze znajdującego się wcześniej w tym miejscu rogu ofiarnego.